# Burretiokentia koghiensis
Burretiokentia koghiensis är en enhjärtbladig växtart som beskrevs av Pintaud och Donald R. Hodel. Burretiokentia koghiensis ingår i släktet Burretiokentia och familjen Arecaceae. Inga underarter finns listade i Catalogue of Life.